# Сидерис, Йоргос
Йоргос Сидерис (5 апреля 1938 — ) — греческий футболист, один из лучших бомбардиров греческого футбола 1960-х годов. Считается одним из лучших нападающих в истории пирейского «Олимпиакоса», с которым дважды становился чемпионом Греции и пять раз выигрывал кубок страны. Играл за сборную Греции.

## Клубная карьера
В профессиональном футболе дебютировал в 1956 году, выступая за пирейский «Атромитос», в котором провёл три сезона.
В 1959 году присоединился к «Олимпиакосу». Сразу став стабильным игроком основного состава команды, отыграл за нее следующие 11 сезонов, в которых 227 раз отличился забитыми голами в 283 играх первенства страны. Дважды: в сезонах 1965/66 и 1966/67 — помогал команде выиграть национальное первенство, ещё пять раз завоевывал в составе «Олимпиакоса» национальный кубок. Был среди лидеров по результативности не только в команде, но и в греческом чемпионате в целом, трижды став лучшим бомбардиром соревнования. При этом в сезоне 1968/69 ему удалось забить в ворота соперников по лиге 35 мячей, то есть только одним голом меньше чем у болгарина Петара Жекова, обладателя Золотой бутсы 1969 года.
Через год после этого личного достижения, в 1970 году, Сидерис перешёл в бельгийский «Антверпен». В Бельгии он отыграл один сезон, после чего вернулся в «Олимпиакос». Проведя ещё два сезона за клуб, в 1972 году объявил о завершении игровой карьеры.

## Выступления за сборную
3 декабря 1958 года дебютировал в составе национальной сборной Греции в матче отбора на чемпионат Европы по футболу 1960 против Франции (1:1).
Всего в течение 11-летней карьеры в национальной команде провёл в её форме 28 матчей, забив 14 голов. В течение 1968—1970 был её капитаном.